# Przedrzeźniacze
Przedrzeźniacze (Mimidae) – rodzina ptaków z podrzędu śpiewających (Oscines) w obrębie rzędu wróblowych (Passeriformes), obejmująca ponad trzydzieści gatunków.

## Rozmieszczenie geograficzne
Rodzina obejmuje gatunki występujące wyłącznie na terenie Ameryki.

## Charakterystyka
Ich cechą charakterystyczną, od której wywodzi się ich polska nazwa oraz nazwy w wielu innych językach, jest duża zdolność do naśladowania odgłosów innych ptaków oraz różnych innych dźwięków (ptaki mimetyczne).
Bezpośrednią inspiracją dla Karola Darwina do wysnucia teorii ewolucji były badane przez niego różne formy przedrzeźniacza galapagoskiego występujące na różnych wyspach Archipelagu Galapagos (niekiedy traktowane jako oddzielne gatunki). Wbrew obiegowej opinii nie były to bardziej znane zięby Darwina.

## Systematyka
Takson ten jest najbliżej spokrewniony ze szpakami (Sturnidae). Do rodziny zaliczane są następujące rodzaje:
- Melanotis Bonaparte, 1850
- Melanoptila P.L. Sclater, 1858 – jedynym przedstawicielem jest Melanoptila glabrirostris P.L. Sclater, 1858 – przedrzeźniacz czarny
- Dumetella C.T. Wood, 1837 – jedynym przedstawicielem jest Dumetella carolinensis (Linnaeus, 1766) – przedrzeźniacz ciemny
- Ramphocinclus Lafresnaye, 1843
- Allenia Cory, 1891 – jedynym przedstawicielem jest Allenia fusca (Statius Müller, 1776) – łuskopiór ciemnodzioby
- Margarops P.L. Sclater, 1859 –  jedynym przedstawicielem jest Margarops fuscatus (Vieillot, 1808) – łuskopiór żółtodzioby
- Cinclocerthia G.R. Gray, 1840
- Mimus Boie, 1826
- Oreoscoptes S.F. Baird, 1858 – jedynym przedstawicielem jest Oreoscoptes montanus (J.K. Townsend, 1837) – przedrzeźniacz smugowany
- Toxostoma Wagler, 1831